# Bizkaia Dorrea
Bizkaia Dorrea (Torre Bizkaia, no confundir con la torre homónima) es un rascacielos residencial en la ciudad de Bilbao, mide 103 metros y por tanto es el segundo edificio más alto de la ciudad tras la Torre Iberdrola.

## Descripción
Su diseño fue desvelado en 2015, y a diferencia de sus tres torres vecinas de Garellano, dispone de un muro de vidrio que aloja ascensores panorámicos, asimismo dispone de terrazas de orientación sur en su fachada trasera, en la cubierta superior aloja una terraza con vistas a toda la ciudad, y su remate termina en forma de pico.

## Situación
Está situado en la zona de Garellano, donde existen más edificios de altura similar y otro en construcción llamado Anboto Dorrea, que medirá 119 metros. Su parcela tuvo un coste de 31,4 millones de euros.
Otros lugares cercanos destacados son el Estadio de San Mamés, la Escuela de Ingeniería de Bilbao y el Hospital de Basurto.
Está a escasos metros del Intercambiador de San Mamés, que engloba autobuses urbanos e interurbanos, metro, tranvía y Cercanías. Además también se sitúa al lado de otras estaciones de tranvía de Basurto y Ospitalea/Hospital y de la estación de cercanías de Basurto.